# Sinogomphus orestes
Sinogomphus orestes är en trollsländeart som först beskrevs av Maurits Anne Lieftinck 1939.  Sinogomphus orestes ingår i släktet Sinogomphus och familjen flodtrollsländor. Inga underarter finns listade i Catalogue of Life.